# Cattedrali in Messico
Questa è una lista delle cattedrali in Messico.

## Cattedrali e concattedrali cattoliche
| Cattedrale                                                                     | Arcidiocesi o Diocesi                           | Località                     | Immagine |
| ------------------------------------------------------------------------------ | ----------------------------------------------- | ---------------------------- | -------- |
| Cattedrale di Nostra Signora della Solitudine                                  | Arcidiocesi di Acapulco                         | Acapulco                     |          |
| Cattedrale dell'Assunzione di Maria Vergine                                    | Diocesi di Aguascalientes                       | Aguascalientes               |          |
| Cattedrale dell'Assunzione di Maria Vergine                                    | Arcidiocesi di Antequera                        | Oaxaca de Juárez             |          |
| Cattedrale dell'Immacolata Concezione di Maria Vergine                         | Diocesi di Apatzingán                           | Apatzingán                   |          |
| Cattedrale della Divina Provvidenza                                            | Diocesi di Atlacomulco                          | Atlacomulco                  |          |
| Cattedrale della Santissima Trinità                                            | Diocesi di Autlán                               | Autlán                       |          |
| Cattedrale dei Santi Apostoli Filippo e Giacomo                                | Diocesi di Azcapotzalco                         | Azcapotzalco                 |          |
| Cattedrale dell'Immacolata Concezione di Maria Vergine                         | Diocesi di Campeche                             | San Francisco de Campeche    |          |
| Cattedrale della Santissima Trinità                                            | Diocesi di Cancún-Chetumal                      | Cancún                       |          |
| Concattedrale del Sacro Cuore di Gesù                                          | Diocesi di Cancún-Chetumal                      | Chetumal                     |          |
| Cattedrale di San Francesco d'Assisi                                           | Diocesi di Celaya                               | Celaya                       |          |
| Cattedrale della Santa Croce, Nostra Signora di Regla e San Francesco d'Assisi | Arcidiocesi di Chihuahua                        | Chihuahua                    |          |
| Cattedrale dell'Assunzione                                                     | Diocesi di Chilpancingo-Chilapa                 | Chilpancingo de los Bravo    |          |
| Concattedrale dell'Assunzione                                                  | Diocesi di Chilpancingo-Chilapa                 | Chilapa de Álvarez           |          |
| Cattedrale dell'Assunzione di Maria Vergine                                    | Arcidiocesi di Città del Messico                | Città del Messico            |          |
| Cattedrale di San Giovanni Battista                                            | Diocesi di Ciudad Altamirano                    | Ciudad Altamirano            |          |
| Cattedrale dell'Assunzione                                                     | Diocesi di Ciudad Guzmán                        | Ciudad Guzmán                |          |
| Cattedrale della Vergine di Guadalupe                                          | Diocesi di Ciudad Juárez                        | Ciudad Juárez                |          |
| Cattedrale di Cristo Re                                                        | Diocesi di Ciudad Lázaro Cárdenas               | Ciudad Lázaro Cárdenas       |          |
| Cattedrale del Sacro Cuore di Gesù                                             | Diocesi di Ciudad Obregón                       | Ciudad Obregón               |          |
| Cattedrale di Nostra Signora di Guadalupe                                      | Diocesi di Ciudad Valles                        | Ciudad Valles                |          |
| Cattedrale del Sacro Cuore di Gesù                                             | Diocesi di Ciudad Victoria                      | Ciudad Victoria              |          |
| Cattedrale di San Giuseppe                                                     | Diocesi di Coatzacoalcos                        | Coatzacoalcos                |          |
| Cattedrale della Vergine di Guadalupe                                          | Diocesi di Colima                               | Colima                       |          |
| Cattedrale dell'Immacolata Concezione di Maria Vergine                         | Diocesi di Córdoba                              | Córdoba                      |          |
| Cattedrale di Sant'Antonio da Padova                                           | Diocesi di Cuauhtémoc-Madera                    | Cuauhtémoc                   |          |
| Concattedrale di San Pietro apostolo                                           | Diocesi di Cuauhtémoc-Madera                    | Madera                       |          |
| Cattedrale di San Bonaventura                                                  | Diocesi di Cuautitlán                           | Cuautitlán                   |          |
| Cattedrale di Maria Assunta in Cielo                                           | Diocesi di Cuernavaca                           | Cuernavaca                   |          |
| Cattedrale di Nostra Signora del Rosario                                       | Diocesi di Culiacán                             | Culiacán                     |          |
| Cattedrale di Nostra Signora                                                   | Arcidiocesi di Durango                          | Durango                      |          |
| Cattedrale del Sacro Cuore di Gesù                                             | Diocesi di Ecatepec                             | Ecatepec                     |          |
| Cattedrale di Nostra Signora di Guadalupe                                      | Prelatura territoriale di El Salto              | El Salto                     |          |
| Cattedrale di Nostra Signora di Guadalupe                                      | Diocesi di Ensenada                             | Ensenada                     |          |
| Cattedrale di Nostra Signora di Guadalupe                                      | Diocesi di Gómez Palacio                        | Gómez Palacio                |          |
| Cattedrale dell'Assunzione di Maria                                            | Arcidiocesi di Guadalajara                      | Guadalajara                  |          |
| Cattedrale dell'Assunzione di Maria Vergine                                    | Arcidiocesi di Hermosillo                       | Hermosillo                   |          |
| Cattedrale della Vergine di Guadalupe                                          | Diocesi di Huajuapan de León                    | Huajuapan de León            |          |
| Cattedrale di San Giovanni Evangelista                                         | Prelatura territoriale di Huautla               | Huautla de Jiménez           |          |
| Cattedrale di Sant'Agostino                                                    | Diocesi di Huejutla                             | Huejutla de Reyes            |          |
| Cattedrale di Nostra Signora della Solitudine                                  | Diocesi di Irapuato                             | Irapuato                     |          |
| Cattedrale del Signore del Santo Sepolcro                                      | Diocesi di Iztapalapa                           | Iztapalapa                   |          |
| Cattedrale di Santa Maria dell'Annunciazione                                   | Diocesi di Izcalli                              | Cuautitlán Izcalli           |          |
| Cattedrale dell'Immacolata Concezione della Vergine Maria                      | Arcidiocesi di Jalapa                           | Xalapa                       |          |
| Cattedrale di Gesù e Maria                                                     | Prelatura territoriale di Jesús María           | El Nayar                     |          |
| Cattedrale di Nostra Signora della Pace                                        | Diocesi di La Paz                               | La Paz                       |          |
| Cattedrale di Maria Santissima della Luce                                      | Arcidiocesi di León                             | León                         |          |
| Cattedrale di San Filippo                                                      | Diocesi di Linares                              | Linares                      |          |
| Cattedrale di Nostra Signora del Rifugio                                       | Diocesi di Matamoros-Reynosa                    | Matamoros                    |          |
| Concattedrale di Nostra Signora di Guadalupe                                   | Diocesi di Matamoros-Reynosa                    | Reynosa                      |          |
| Cattedrale dell'Immacolata Concezione                                          | Diocesi di Matehuala                            | Matehuala                    |          |
| Cattedrale dell'Immacolata Concezione                                          | Diocesi di Mazatlán                             | Mazatlán                     |          |
| Cattedrale di Nostra Signora di Guadalupe                                      | Diocesi di Mexicali                             | Mexicali                     |          |
| Cattedrale di San Pietro e San Paolo                                           | Prelatura territoriale di Mixes                 | San Pedro y San Pablo Ayutla |          |
| Cattedrale dell'Immacolata Concezione di Maria Vergine                         | Arcidiocesi di Monterrey                        | Monterrey                    |          |
| Cattedrale del Santissimo Salvatore                                            | Arcidiocesi di Morelia                          | Morelia                      |          |
| Cattedrale di Gesù Signore della Divina Misericordia                           | Diocesi di Netzahualcóyotl                      | Ciudad Nezahualcóyotl        |          |
| Cattedrale di Nostra Signora di Guadalupe                                      | Diocesi di Nogales                              | Nogales                      |          |
| Cattedrale di Nostra Signora di Valvanera                                      | Eparchia di Nostra Signora dei Martiri Libanesi | Città del Messico            |          |
| Cattedrale di Porta Coeli                                                      | Eparchia di Nostra Signora del Paradiso         | Città del Messico            |          |
| Cattedrale della Medaglia Miracolosa                                           | Diocesi di Nuevo Casas Grandes                  | Nuevo Casas Grandes          |          |
| Cattedrale dello Spirito Santo                                                 | Diocesi di Nuevo Laredo                         | Nuevo Laredo                 |          |
| Cattedrale di San Michele arcangelo                                            | Diocesi di Orizaba                              | Orizaba                      |          |
| Cattedrale dell'Assunzione di Maria Vergine                                    | Diocesi di Papantla                             | Teziutlán                    |          |
| Cattedrale di San Giuseppe                                                     | Diocesi di Parral                               | Hidalgo del Parral           |          |
| Cattedrale dei Martiri di Cristo Re                                            | Diocesi di Piedras Negras                       | Piedras Negras               |          |
| Cattedrale dell'Immacolata Concezione di Maria Vergine                         | Arcidiocesi di Puebla de los Ángeles            | Puebla de Zaragoza           |          |
| Cattedrale di Nostra Signora della Solitudine                                  | Diocesi di Puerto Escondido                     | Puerto Escondido             |          |
| Cattedrale di San Filippo Neri                                                 | Diocesi di Querétaro                            | Querétaro                    |          |
| Cattedrale di San Giacomo                                                      | Diocesi di Saltillo                             | Saltillo                     |          |
| Cattedrale dei Santi Giuseppe e Andrea                                         | Diocesi di San Andrés Tuxtla                    | San Andrés Tuxtla            |          |
| Cattedrale di San Cristoforo                                                   | Diocesi di San Cristóbal de Las Casas           | San Cristóbal de Las Casas   |          |
| Cattedrale di Nostra Signora di San Giovanni                                   | Diocesi di San Juan de los Lagos                | San Juan de los Lagos        |          |
| Cattedrale di San Luigi                                                        | Arcidiocesi di San Luis Potosí                  | San Luis Potosí              |          |
| Cattedrale del Signore                                                         | Diocesi di Tabasco                              | Villahermosa                 |          |
| Cattedrale di San Gerolamo                                                     | Diocesi di Tacámbaro                            | Tacámbaro                    |          |
| Cattedrale dell'Immacolata Concezione di Maria Vergine                         | Diocesi di Tampico                              | Tampico                      |          |
| Cattedrale di San Giuseppe                                                     | Diocesi di Tapachula                            | Tapachula                    |          |
| Cattedrale di Nostra Signora di Guadalupe                                      | Diocesi di Tarahumara                           | Guachochi                    |          |
| Cattedrale dell'Immacolata Concezione                                          | Diocesi di Tehuacán                             | Tehuacán                     |          |
| Cattedrale di San Domenico                                                     | Diocesi di Tehuantepec                          | Santo Domingo Tehuantepec    |          |
| Cattedrale di San Clemente                                                     | Diocesi di Tenancingo                           | Tenancingo de Degollado      |          |
| Cattedrale di San Giovanni Battista                                            | Diocesi di Teotihuacan                          | Teotihuacan                  |          |
| Cattedrale dell'Immacolata Concezione di Maria Vergine                         | Diocesi di Tepic                                | Tepic                        |          |
| Cattedrale dell'Immacolata Concezione di Maria Vergine                         | Diocesi di Texcoco                              | Texcoco                      |          |
| Cattedrale di Nostra Signora di Guadalupe                                      | Arcidiocesi di Tijuana                          | Tijuana                      |          |
| Cattedrale del Corpus Domini                                                   | Arcidiocesi di Tlalnepantla                     | Tlalnepantla de Baz          |          |
| Cattedrale di Sant'Agostino                                                    | Diocesi di Tlapa                                | Tlapa de Comonfort           |          |
| Cattedrale dell'Assunzione di Maria Vergine                                    | Diocesi di Tlaxcala                             | Tlaxcala de Xicohténcatl     |          |
| Cattedrale di San Giuseppe                                                     | Arcidiocesi di Toluca                           | Toluca                       |          |
| Cattedrale della Madonna del Carmine                                           | Diocesi di Torreón                              | Torreón                      |          |
| Cattedrale di San Giuseppe                                                     | Diocesi di Tula                                 | Tula                         |          |
| Cattedrale di San Giovanni Battista                                            | Arcidiocesi di Tulancingo                       | Tulancingo                   |          |
| Cattedrale dell'Assunzione di Maria Vergine                                    | Diocesi di Tuxpan                               | Tuxpan                       |          |
| Cattedrale di San Giovanni Battista                                            | Diocesi di Tuxtepec                             | San Juan Bautista Tuxtepec   |          |
| Cattedrale di San Marco                                                        | Arcidiocesi di Tuxtla Gutiérrez                 | Tuxtla Gutiérrez             |          |
| Cattedrale di San Juan Diego                                                   | Diocesi di Valle de Chalco                      | Chalco                       |          |
| Cattedrale dell'Assunzione di Maria Vergine                                    | Diocesi di Veracruz                             | Veracruz                     |          |
| Cattedrale di San Bernardino da Siena                                          | Diocesi di Xochimilco                           | Xochimilco                   |          |
| Cattedrale di Sant'Ildefonso                                                   | Arcidiocesi di Yucatán                          | Mérida                       |          |
| Cattedrale dell'Assunzione di Maria Vergine                                    | Diocesi di Zacatecas                            | Zacatecas                    |          |
| Cattedrale dell'Immacolata Concezione di Maria Vergine                         | Diocesi di Zamora                               | Zamora                       |          |

## Cattedrali ortodosse
| Cattedrale                             | Arcidiocesi o Diocesi                                           | Località                  | Immagine |
| -------------------------------------- | --------------------------------------------------------------- | ------------------------- | -------- |
| Cattedrale dell'Ascensione del Signore | Diocesi del Messico, Chiesa ortodossa in America                | Città del Messico         |          |
| Cattedrale di San Giorgio              | Chiesa greco-ortodossa di Antiochia                             | Città del Messico         |          |
| Cattedrale di San Pietro e San Paolo   | Chiesa greco-ortodossa di Antiochia                             | Huixquilucan de Degollado |          |
| Cattedrale di Santa Sofia              | Metropolia del Messico, Patriarcato ecumenico di Costantinopoli | Città del Messico         |          |

## Cattedrali anglicane
| Cattedrale                                      | Arcidiocesi o Diocesi            | Località          |
| ----------------------------------------------- | -------------------------------- | ----------------- |
| Cattedrale di San Michele e di Tutti gli Angeli | Diocesi anglicana di Cuernavaca  | Cuernavaca        |
| Cattedrale di San Giuseppe de García            | Diocesi anglicana del Messico    | Città del Messico |
| Cattedrale della Sacra Famiglia                 | Diocesi anglicana del Nord       | Monterrey         |
| Cattedrale di San Michele e di Tutti gli Angeli | Diocesi anglicana del Sud-Est    | Cancún            |
| Cattedrale di San Paolo Apostolo                | Diocesi anglicana dell'Occidente | Guadalajara       |